# Jean-Joseph-Antoine-Marie de Witte

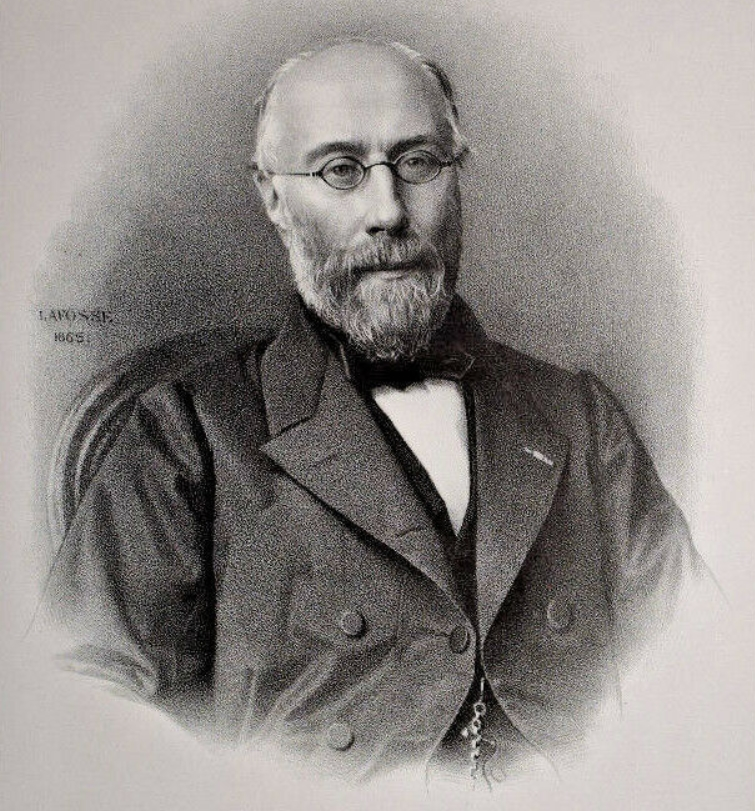
Jean-Joseph-Antoine-Marie de Witte

Baron Jean-Joseph-Antoine-Marie de Witte (* 24. Februar 1808 in Antwerpen; † 30. Juli 1889 in Paris) war ein belgischer Klassischer Archäologe, Epigraphiker und Numismatiker.
Jean-Joseph-Antoine-Marie de Witte war der Sohn von Jean-Joseph de Witte und Marie-Thérèse-Antoinette-Joséphine Herry. und ein Nachfahre von Adriaan de Witte (1464–1549). Ab seinem dreizehnten Lebensjahr lebte und arbeitete er in Paris.
Er heiratete 1843 Louise de Crespin de Billy (1823–1893) und hatte mit ihr sechs Kinder. Er ist auf dem Friedhof Montmartre beerdigt.

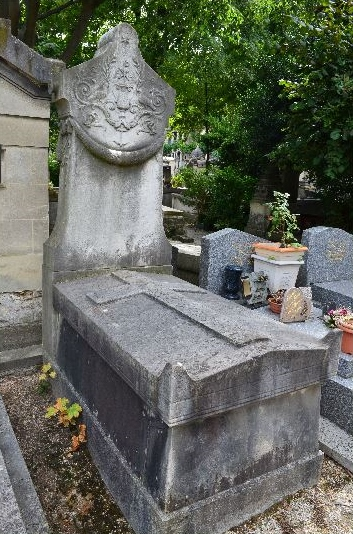
Sein Grab

Gemeinsam mit Charles Lenormant verfasste er zwischen 1837 und 1861 das vierbändige Werk Élite des monuments céramographiques. 1837/38 veröffentlichte er die Schrift Descriptions de vases peints et de bronzes antiques provenant des fouilles de l’Étrurie. Als Numismatiker verfasste de Witte 1868 mit seiner Arbeit Recherches sur les Empereurs qui ont règné dans les Gaules das erste umfassende Katalogwerk zur Münzprägung der Herrscher des gallischen Sonderreichs.
Daneben verfasste er zahlreiche Aufsätze, unter anderem in den Publikationen des späteren Instituto di Corrispondenza Archeologica, dessen korrespondierendes Mitglied er 1829 wurde, ordentliches Mitglied wurde er 1832. Otto Jahn war er nach dessen Aufenthalt in Paris freundschaftlich verbunden. Auf Vorschlag Theodor Panofkas und August Boeckhs wurde de Witte 1845 gemeinsam mit Lenormant korrespondierendes Mitglied der Preußischen Akademie der Wissenschaften. Seit 1840 war er korrespondierendes, seit 1851 ordentliches Mitglied der Académie royale des Sciences, des Lettres et des Beaux-Arts de Belgique, 1844 wurde er Mitglied der Académie des inscriptions et belles-lettres, 1865 korrespondierendes Mitglied der Gesellschaft der Wissenschaften zu Göttingen und 1871 auswärtiges Mitglied der Bayerischen Akademie der Wissenschaften. 1875 wurde er korrespondierendes Mitglied der Russischen Akademie der Wissenschaften in Sankt Petersburg.